# Against the Grain (album de Kurupt)
Pour les articles homonymes, voir Against the Grain.
Albums de Kurupt
Kurupt's Greatest
(2005) Same Day, Different Shit
(2006)
Against the Grain est le quatrième album studio de Kurupt, sorti le 23 août 2005.
C'est le premier opus de l'artiste, en solo, sur le label Death Row Records avec lequel Kurupt avait signé un contrat en 2002. L'album devait sortir en 2004 mais il fut retardé et ne sortit qu'en août 2005. Il était essentiel pour Death Row car c'était le premier album important enregistré depuis quatre ans. Malheureusement, il passa inaperçu en raison du manque de promotion de Koch Records qui distribuait alors les productions de Death Row. Par ailleurs, Death Row encouragea les fans à ne pas acheter l'album en raison d'un changement dans la liste des titres. Certains morceaux avaient été enlevés et remplacés par d'autres. Les titres supprimés ont été publiés en 2007 sur une compilation intitulée Against tha Grain: The E.P..
La chanson Calico, à laquelle participe le groupe The Dayton Family, figure également sur l'album de ces derniers, Family Feud, sorti en juillet 2005.
L'album s'est classé 8e au Top Independent Albums, 20e au Top R&B/Hip-Hop Albums et 60e au Billboard 200.

## Liste des titres
| No  | Titre                                                                                  | Contient un (des) sample(s) de   | Durée |
| --- | -------------------------------------------------------------------------------------- | -------------------------------- | ----- |
| 1.  | Intro                                                                                  |                                  | 0:54  |
| 2.  | Speak on It (featuring Val C – Produit par Mark Sparks)                                |                                  | 4:05  |
| 3.  | Anarchy '87 (Produit par Mark Sparks)                                                  |                                  | 4:15  |
| 4.  | Throw Back Muzic '86 (Produit par Mark Sparks)                                         |                                  | 4:12  |
| 5.  | Deep Dishes (Produit par Ric Rude)                                                     |                                  | 4:52  |
| 6.  | Stalkin' (Produit par Sir Jinx)                                                        | Vitamin C de Can                 | 4:00  |
| 7.  | Can You Feel It (featuring Potion – Produit par Doug Mayhem)                           |                                  | 4:48  |
| 8.  | Slide N Slide Out (featuring Eastwood, Big Tri et Young Tone – Produit par Blaqthoven) |                                  | 3:42  |
| 9.  | I'm Back (Produit par Tha Row Hitters)                                                 |                                  | 4:49  |
| 10. | Jealousy (featuring Roscoe et M.O.P. – Produit par Mark Sparks)                        |                                  | 4:42  |
| 11. | Tha Past (featuring Dave Hollister – Produit par Doug Mayhem)                          |                                  | 4:46  |
| 12. | My Homeboys (Back to Back) (featuring 2Pac et Eastwood – Produit par Mark Sparks)      |                                  | 4:16  |
| 13. | Bullshit & Nonsense (featuring Spider Loc et Eastwood – Produit par Joshua Andrews)    |                                  | 3:20  |
| 14. | Calico (featuring The Dayton Family – Produit par Screwface)                           |                                  | 4:52  |
| 15. | Hustlin' (featuring Big Tri et Young Tone – Produit par Sir Jinx)                      | Let Your Hair Down d'Yvonne Fair | 3:46  |
| 16. | It's a Wrap (Produit par Mark Sparks)                                                  |                                  | 2:59  |
| 17. | You Fuckin' with the Best (featuring Domination – Produit par C. Styles)               |                                  | 4:08  |
| 18. | Outro                                                                                  |                                  | 0:22  |